# Viiskove, Solone
Viiskove (în ucraineană Військове) este localitatea de reședință a comunei Viiskove din raionul Solone, regiunea Dnipropetrovsk, Ucraina.

## Demografie
Componența lingvistică a localității Viiskove
     Ucraineană (89,46%)
     Rusă (10,33%)
     Alte limbi (0,21%)
Conform recensământului din 2001, majoritatea populației localității Viiskove era vorbitoare de ucraineană (89,46%), existând în minoritate și vorbitori de rusă (10,33%).